# Penoje
Penoje so naselje v Občini Slovenske Konjice.